# Metopina formicomendicola
Metopina formicomendicola är en tvåvingeart som beskrevs av Schmitz 1927. Metopina formicomendicola ingår i släktet Metopina och familjen puckelflugor. Inga underarter finns listade i Catalogue of Life.